# Богдан Ващук
Богдан Ващук (ест. Bogdan Vaštšuk; 4 жовтня 1995, Таллінн) — естонський футболіст українського походження, півзахисник клубу «Левадія» та збірної Естонії. На правах оренди виступає за «Ворсклу».

## Клубна кар'єра
Виріс у мікрорайоні Коплі в Таллінні. Має українське коріння: його дідусь із Рівного, а бабуся із Донецької області. Тато Ващука народився в Естонії, проте його батьки громадяни Росії. Футболом почав займатися з 7 років у різних школах Таллінна. На дорослому рівні дебютував у 15-річному віці у складі клубу «Інфонет», який тоді виступав у другому дивізіоні країни. Восени 2011 року перейшов до академії московського «Динамо», у складі якого став віце-чемпіоном Росії серед юніорів.
У серпні 2013 року підписав контракт з англійським клубом «Редінг», у якому також виступав за молодіжну команду. У сезоні 2015/16 грав на правах оренди за «Фарнборо» у нон-лізі.
26 серпня 2016 року перейшов до «Риги». Дебютував у чемпіонаті Латвії 25 вересня того ж року у матчі з «Єлгавою». Вперше відзначився у своєму другому матчі, 1 жовтня проти клубу «Метта/ЛУ». У 2017 році став бронзовим призером чемпіонату Латвії та найкращим бомбардиром свого клубу з 8 голами.
У серпні 2018 року був відданий в оренду в болгарський «Левскі». За сезон зіграв 10 матчів, із них лише в одному з'явився у стартовому складі.
Влітку 2019 року повернувся до Естонії та підписав контракт із «Левадією», з якою став чемпіоном та володарем Кубка Естонії 2021.
У лютому 2022 року був відданий в оренду до кінця сезону до «Ворскли».

## Кар'єра у збірній
З 2010 року виступав за юнацькі та молодіжні збірні Естонії.
23 березня 2021 був вперше викликаний до національної збірної Естонії головним тренером Томасом Геберлі для участі в матчах відбіркового турніру до чемпіонату світу 2022 проти збірних Чехії, Білорусії та Швеції. 24 березня 2021 року дебютував у національній збірній у домашньому матчі проти Чехії (2:6), вийшовши у стартовому складі, провів на полі перші 82 хвилини, після чого був замінений на Андре Фролова.

## Досягнення
- Чемпіон Естонії: 2021
- Володар Кубка Естонії: 2020/21